# The Killing Hand
«The Killing Hand» es la cuarta canción del álbum When Dream and Day Unite hecho por la banda de Progressive metal, Dream Theater en 1989. La letra de la canción fue escrita por el guitarrista John Petrucci.
La letra de la canción describe a un hombre que despierta sin saber dónde está. Mira alrededor y sólo ve paredes con nombres de personas muertas, quiere saber por qué y viaja por el tiempo para descubrirlo. El viaje en el tiempo es representado por un viaje hasta el fondo del mar.
Cuando llega, ve que un tirano está matando a toda la gente, es referido como "The Killing Hand" ("la mano que mata" en español). En un esfuerzo por detener a "The Killing Hand" de continuar con su tiranía, el hombre lo destruye. Poco después es llamado para regresar al presente.

Cuando llega, es abrumado por una extraña sensación. Por lo tanto, el hombre regresa a la pared y ve que su nombre también ha sido agregado a la lista - él era "The Killing Hand", el hombre regresa al pasado y se suicida.
La historia en la letra de la canción es explicada por John Petrucci en el DVD "When Dream and Day Reunite".

## Movimientos
- I. The Observance
- II. Ancient Renewal
- III. The Stray Seed
- IV. Thorns
- V. Exodus

## Diferentes versiones
- La canción sale en el CD Live at the Marquee.
- Aparece además en el CD/DVD When Dream And Day Reunites.
- Aparece en otras publicaciones en vivo, fusionada con la canción Another Hand, de la época Majesty.